# Landskabsukrudt
Landskabsukrudt er betegnelsen for nogle få indslæbte eller indførte plantearter, der har vist sig at være så invasive, at de – især på udyrkede arealer – kan udkonkurrere de oprindelige plantesamfund ved at danne monokulturer.:afs. 2 De fleste af arterne er oprindelig indført som prydplanter.

## Karakteristisk for landskabsukrudtsarter
Det er kendetegnende, at disse arter
- Danner tætte bestande
- Er dårlige føde- eller værtsplanter for dyr
- Har en effektiv spredningsmekanisme, f.eks. ved rodskud eller udløbere (vegetativt) eller ved frøformering
- Har få naturlige fjender
- Har stor skyggeevne
- Kan indeholde "giftstoffer"
- Ofte vokser hurtigt

## Skov- og Naturstyrelsens liste
Her fremhæver man følgende fem arter:
- Kæmpebjørneklo (Heracleum mantegazzianum)
- Rynket rose el. hybenrose (Rosa rugosa)
- Glansbladet hæg (Prunus serotina)
- Store pileurter: Japanpileurt (Fallopia japonica) og kæmpepileurt (Fallopia sachalinensis)
- Rød hestehov (Petasites hybridus) og et par beslægtede arter,

men også andre kan betragtes som landskabsukrudt.
- Kæmpebjørneklo
- Rynket rose
- Glansbladet hæg
- Japanpileurt
- Kæmpepileurt
- Rød hestehov

### Mulige erstatninger
Styrelsen anbefaler direkte, at man bekæmper disse arter, og derfor kan det være nødvendigt at vide, hvad der kan sættes i stedet:
- For kæmpebjørneklo kan man bruge fjeldkvan, en gammel, nordisk kulturplante med tilsvarende, markant vækst.
- For rynket rose kan man bruge klitrose, den art, som oprindeligt udfyldte den niche, som rynket rose nu erobrer.
- For glansbladet hæg kan man bruge manchurisk kirsebær, der er et lille træ af samme vækstform.
- For de store pileurter kan man bruge Phyllostachys viridiglaucescens, en bambus med samme vækstform (men uden blomster)
- For rød hestehov kan man bruge slangeurt, som har kraftigt løv og lyserøde blomster.

## Observationsliste
Yderligere seks arter er på en observationsliste, fordi de skønnes at have potentiale til at kunne blive landskabsukrudt:
- Kæmpebalsamin (Impatiens glandulifera)
- Småblomstret balsamin (Impatiens parviflora)
- Staudelupin (Lupinus polyphyllus)
- Pilebladet spiræa (Spiraea salicifolia)
- Rævehalespiræa (Spiraea douglasii)
- Almindelig robinie (Robinia pseudoacacia)
- Skyrækker (Ailanthus altissima)